# 318
318 (CCCXVIII) fue un año común comenzado en miércoles del calendario juliano, en vigor en aquella fecha.
En el Imperio romano, el año fue nombrado como el del consulado de Liciniano y Crispo, o menos comúnmente, como el 1071 Ab Urbe condita, adquiriendo su denominación como 318 a principios de la Edad Media, al establecerse el anno Domini.

## Acontecimientos

### Imperio chino
- La dinastía Jin pierde los territorios al norte de Yangtsé ante las invasiones de los Xiongnu y los Xianbei.
- Nankín se convierte en capital imperial.

### Armenia
- Gregorio el iluminador elige a su hijo Aristaces como sucesor en el Patriarcado de Armenia.[1]

### Imperio romano
- Constantino recibe el título de Brittanicus Maximus, por sus victorias en Britania.
- Por orden imperial la ciudad de Drépana en Bitinia cambia su nombre a Helenópolis, en honor de Elena, madre de Constantino.[2]
- Lactancio comienza la redacción de su obra: De mortibus persecutorum.[3]
- Según el sacerdote Malachi Martin, quien no cita fuentes, en esta fecha el papa Silvestre I tuvo una reunión con los últimos descendientes de la familia de Jesús.[4]

## Nacimientos
- Isidoro de Alejandría, santo egipcio.

## Fallecimientos
- Jin Mindi, ex-emperador chino de la dinastía Jin, asesinado.